# Ocean Springs
Ocean Springs é uma cidade localizada no estado americano de Mississippi, no Condado de Jackson.

## Demografia
Segundo o censo americano de 2000, a sua população era de 17.225 habitantes.
Em 2006, foi estimada uma população de 17.140, um decréscimo de 85 (-0.5%).

## Geografia
De acordo com o United States Census Bureau tem uma área de
39,4 km², dos quais 30,1 km² cobertos por terra e 9,3 km² cobertos por água. Ocean Springs localiza-se a aproximadamente 7 m acima do nível do mar.

## Localidades na vizinhança
O diagrama seguinte representa as localidades num raio de 12 km ao redor de Ocean Springs.